# 90278 Caprese
90278 Caprese è un asteroide della fascia principale esterna. Scoperto nel 2003, presenta un'orbita caratterizzata da un semiasse maggiore pari a 3,231352 UA e da un'eccentricità di 0,075892, inclinata di 20,556468° rispetto all'eclittica. Ha un diametro di 9,153 km e un'albedo di 0,044.
Fa parte della famiglia di asteroidi Alauda.
L'asteroide è dedicato alla località italiana di Caprese Michelangelo.